# 40 Dayz & 40 Nightz
40 Dayz & 40 Nightz es el segundo álbum del rapero Xzibit, lanzado en 1998.

## Lista de canciones
1. «The Last Night (Intro)»
2. «Chamber Music»
3. «3 Card Molly» (con Ras Kass & Saafir as The Golden State Warriors)
4. «What U See Is What U Get»
5. «Handle Your Business» (con DeFari)
6. «Nobody Sound Like Me» (con Montageone)
7. «Pussy Pop» (con Jayo Felony & Method Man)
8. «Chronic Keeping 101»
9. «Shroomz»
10. «Focus»
11. «Jason (48 Months Interlude)»
12. «Deeper»
13. «Los Angeles Times»
14. «Inside Job»
15. «Let It Rain» (con King Tee & Tha Alkaholiks)
16. «Recycled Assassins»
17. «Outro» (Xzibit's life)